# جواد گلپایگانی
محمد جواد نظری گلپایگانی (۲۶ اسفند ۱۳۲۹ – ۱۴ اسفند ۱۴۰۱) تهیه‌کننده و بازیگر اهل ایران بود. وی با بازی در نقش آتقی در سریال آینه عبرت معروف شد. گلپایگانی تهیه‌کنندهٔ دو فیلم شیلات و نقطه ضعف است.

## زندان
جواد گلپایگانی در سال ۱۳۸۰ با یک عابر پیاده تصادف کرد، خانواده متوفی بدون گرفتن دیه اعلام رضایت کردند ولی مجدداً تصادف کرد و تصادفش  منجر به جرح شد و گلپایگانی به زندان رفت. گلپایگانی گفته زندانی شدن، باعث شد نتواند متولی اموالش باشد و برای بدهی‌ها سال‌ها در زندان ماند. در بهمن ۱۳۹۳ اعلام شد که با کمک ستاد دیه و خیرین گلپایگانی همه بدهی‌های او داده شده و او از زندان آزاد شده‌است.

## نامزدی انتخابات ریاست جمهوری سال ۱۳۹۶
جواد گلپایگانی در ۲۲ فروردین ۱۳۹۶ با حضور در وزارت کشور و با شعار ریشه‌کن کردن مواد مخدر در انتخابات ریاست جمهوری ثبت نام کرد.اما صلاحیت او توسط شورای نگهبان رد شد

## درگذشت
جواد گلپایگانی ۱۴ اسفند ۱۴۰۱ بر اثر سکته قلبی در سن ۷۱ سالگی درگذشت.

## بازیگر

### سینمایی
- آقای شانس (۱۳۷۳)
- مزدوران (۱۳۶۳)
- نقطه ضعف (۱۳۶۲)
- عصیانگران (۱۳۶۰)
- شجاعان ایستاده می‌میرند (۱۳۵۹)
- باغ بلور (۱۳۵۷)
- زرخرید (۱۳۵۷)

### تلویزیونی
- آتیه (۱۳۷۴) رضا صفایی
- برگ ریزان (۱۳۷۰) محسن شاه محمدی
- آینه عبرت (۱۳۷۰) محسن شاه محمدی

## تهیه‌کننده
- مزدوران (۱۳۶۳)
- شیلات (۱۳۶۲)
- نقطه ضعف (۱۳۶۲)
- عصیانگران (۱۳۶۰)
- شجاعان ایستاده می‌میرند (۱۳۵۹)

### سرمایه‌گذار
- آقای شانس (۱۳۷۳)